# Lukather (Album)
Lukather ist das erste Soloalbum des Toto-Gitarristen Steve Lukather. Es wurde 1989 veröffentlicht. Steve Lukather hatte eine Reihe von Songs geschrieben, die nicht für Toto-Alben verwendet wurden und er entschied sich, ein Soloalbum zu veröffentlichen. Seine Absicht bestand darin, eine andere Dimension seines musikalischen Schaffens zu präsentieren. Lukather hat erklärt, dass das Album auf sehr einfache Weise produziert wurde. Die Einflüsse auf sein Album kommen von Bands wie Pink Floyd, Cream, Led Zeppelin und den Gitarristen Jimi Hendrix, David Gilmour, Jeff Beck und Eric Clapton.

## Songliste
- 1.	Twist The Knife (Steve Lukather, Eddie Van Halen) – 5:24
- 2.	Swear Your Love (Lukather, Richard Marx) – 4:00
- 3.	Fall Into Velvet (Lukather, Cy Curnin, Steve Stevens) – 9:03
- 4.	Drive A Crooked Road (Lukather, Danny Kortchmar) – 5:20
- 5.	Got My Way (Lukather, Randy Goodrum, Mike Landau) – 4:57
- 6.	Darkest Night Of The Year (Lukather, Stevens) – 5:19
- 7.	Lonely Beat Of My Heart (Lukather, Diane Warren) – 4:17
- 8.	With A Second Chance (Goodrum, Lukather) – 4:36
- 9.	Turns To Stone (Goodrum, Lukather) – 5:35
- 10.	It Looks Like Rain (Tom Kelly, Lukather, Billy Steinberg) – 4:21
- 11.	Steppin' On Top Of Your World (Kortchmar, Lukather) – 5:41

## Besetzung
- Steve Lukather – Lead-Gesang, Gitarre, Synthesizer, Keyboards
- Steve Stevens – Gitarre
- Michael Landau – Gitarre
- Jan Hammer – Synthesizer, Hammond-Orgel
- Kim Bullard – Tastaturen
- C.J. Vanston – Tastaturen
- Eric Rehl – Synthesizer
- Jai Wicklung – Synthesizer
- Aaron Zigman – Synthesizer
- David Paich – Orgel
- Eddie Van Halen – Bass
- Neil Stubenhaus – Bass
- Randy Jackson – Bass
- Will Lee – Bass
- John Pierce – Bass
- Carlos Vega – Schlagzeug
- Jeff Porcaro – Schlagzeug
- Lenny Castro – Percussion
- Thommy Preis – Schlagzeug
- Richard Marx – Hintergrundgesang
- Warren Ham – Gesang, ad-libs
- Tom Kelly – Hintergrundgesang
- Tommy Funderburk – Hintergrundgesang